# Sergio Ramos
Sergio Ramos García (phát âm tiếng Tây Ban Nha: [ˈseɾxjo ˈramoz ɣaɾˈθi.a]; sinh ngày 30 tháng 3 năm 1986) là một cầu thủ bóng đá chuyên nghiệp người Tây Ban Nha hiện đang thi đấu ở vị trí trung vệ cho câu lạc bộ Liga MX Monterrey. Anh dành phần lớn sự nghiệp thi đấu trong màu áo Real Madrid suốt 16 mùa giải, nơi anh là đội trưởng trong sáu mùa giải. Nổi tiếng nhờ khả năng tắc bóng chuẩn xác, khả năng không chiến thần sầu, khả năng ghi bàn cố định tốt và khả năng lãnh đạo xuất sắc, anh được đánh giá là một trong những hậu vệ vĩ đại nhất mọi thời đại trong lịch sử bóng đá.
Sau khi nổi lên thông qua lò đào tạo trẻ của Sevilla và trải qua hai mùa giải với đội 1, Ramos chuyển đến Real Madrid vào mùa hè năm 2005. Kể từ đó, anh trở thành là trụ cột của Real Madrid, và đã giành được 22 danh hiệu lớn, bao gồm 5 chức vô địch La Liga và 4 danh hiệu UEFA Champions League, trở thành một trong những tay săn bàn hàng đầu của La Liga từ vị trí phòng ngự. Anh đóng vai trò quan trọng trong việc giành bốn chức vô địch UEFA Champions League, và luôn lọt vào trong Đội hình tiêu biểu của các mùa giải đó. Anh cũng là người ghi bàn gỡ hòa quan trọng ở phút thứ 93 của Chung kết UEFA Champions League 2014.
Ramos đã được chọn vào đội hình FIFPro World XI mười một lần, một kỷ lục cho một hậu vệ, và nhiều thứ ba mọi thời đại. Anh được bầu chọn vào UEFA Team of the Year 9 lần, cũng là kỷ lục cho một hậu vệ và nhiều thứ ba trong lịch sử. Ngoài ra, Ramos đã đạt kỷ lục Hậu vệ xuất sắc nhất La Liga năm lần. Năm 2021, anh gia nhập Paris Saint-Germain theo dạng chuyển nhượng tự do.
Trên bình diện quốc tế, Ramos đã đại diện cho đội tuyển Tây Ban Nha tại bốn kì FIFA World Cup và ba kì UEFA Euro. Anh giành được cúp FIFA World Cup 2010 và hai cúp UEFA Euro vào các năm 2008 và 2012, được chọn vào đội hình All-Star Team vào năm 2010 và UEFA Euro Team of the Tournament vào năm 2012. Anh đá trận đầu tiên cho đội tuyển Tây Ban Nha ở độ tuổi 18 tuổi và vào năm 2013, anh trở thành cầu thủ trẻ nhất của quốc gia có 100 lần khoác áo khoác áo đội tuyển. Ramos hiện giữ kỷ lục là cầu thủ khoác áo nhiều nhất và là cầu thủ ghi bàn nhiều thứ 8 mọi thời đại trong lịch sử của đội tuyển quốc gia Tây Ban Nha. Anh cũng giữ kỷ lục ghi nhiều trận thắng quốc tế nhất cho Tây Ban Nha với 131 trận thắng.

## Sự nghiệp câu lạc bộ

### Sevilla
Ramos bắt đầu sự nghiệp ở vị trí hậu vệ cánh phải, đây cũng là vị trí thường trụ của anh trong thời kỳ đầu của sự nghiệp cầu thủ. Sau 2 năm chơi bóng tại La Liga, với Sevilla, anh thể hiện được khả năng phòng thủ.

### Real Madrid
Real Madrid ký hợp đồng với Ramos sau khi giao cho Sevilla 27 triệu Euro vào mùa hè năm 2005 . Cuộc chuyển nhượng biến anh thành cầu thủ dưới 20 tuổi có giá đắt thứ 3 sau Wayne Rooney. Tại Real, anh được mặc áo số 4, số áo của huyền thoại Fernando Hierro một thời.
Ramos ghi bàn thắng đầu tiên tại Champions League trong trận Real Madrid gặp Olympiakos, mà Real đã bị đánh bại với tỉ số 2-1. Anh bắt đầu chơi ở vị trí trung vệ của Real, và còn được sử dụng như một tiền vệ phòng ngự, cánh phải ở một số trường hợp. Cho đến khi có sự xuất hiện của Christoph Metzelder và Pepe, Ramos chuyển sang cánh phải và giữ vững ở vị trí đó. Mùa giải 2006-07, anh đã có một màn trình diễn rất ấn tượng sau khi tạo cơ hội tốt cho Raúl ghi bàn vào lưới Barcelona tại Santiago Bernabéu, ngay phút thứ hai của trận đấu.
Ramos đã chứng tỏ khả năng ghi bàn của mình tại Madrid vào mùa giải sau với Real, khi ghi 20 bàn thắng trong màu áo Kền kền trắng. Vào một buổi trả lời phỏng vấn với Grada Blanca, anh tiết lộ rằng mình từng chơi ở vị trí tiền đạo khi còn nhỏ.
Vào 4 tháng 5 năm 2008, Ramos tạo cơ hội ghi bàn cho Gonzalo Higuain vào phút thứ 89, trong trận gặp Osasuna, đưa Real Madrid lên ngôi vô địch La Liga lần thứ 31.
Bàn thắng thứ 4 và thứ năm của mùa giải được Ramos ghi trong trận đấu cuối mùa với Levante mà Real đã thắng 5-2. Sergio Ramos từ đó đã có ý định chơi ở Real Madrid cho đến hết sự nghiệp.
Vào ngày 13 tháng 7 năm 2008, có tin rằng đội bóng Manchester United đã liên hệ với hậu vệ trẻ này. Anh phát biểu trên đài Radio Canal Sur: "Đó là một cơ hội tốt để đến với câu lạc bộ lớn mà tôi luôn hâm mộ, nhưng vào thời điểm này tôi không muốn bận tâm nhiều. Tôi có một hợp đồng dễ chịu với Madrid và tôi đang tập trung cho đội tuyển quốc gia. Khi World Cup 2010 kết thúc, tôi mới quyết định được." .
Vào ngày 27 tháng 5 năm 2018 (giờ Việt Nam), Sergio Ramos đã có tình huống khóa tay cầu thủ Liverpool là Mohamed Salah trong trận chung kết UEFA Champions League 2018 và buộc cầu thủ đó phải rời sân vì chấn thương vai. Các bác sĩ ở Liverpool xác nhận thủ môn Karius bị chấn thương vùng đầu sau pha giật cùi chỏ của anh trong trận đấu tại Kiev. Không loại trừ đây có thể là nguyên nhân khiến anh thi đấu thiếu tập trung và liên tục mắc sai lầm trong hiệp hai. Bác sĩ Ross Zafonte ở Boston, Mỹ cho biết: "Sau buổi kiểm tra toàn diện, chúng tôi xác nhận Karius phải thi đấu với chấn thương vùng đầu vào ngày 26/5. Cậu ấy có triệu chứng rối loạn thị giác gây ảnh hưởng trực tiếp đến khả năng chơi bóng".
Ngày 17 tháng 6 năm 2021, CLB Real Madrid xác nhận Sergio Ramos đã chính thức nói lời chia tay với đội bóng sau 16 năm cống hiến.

### Paris Saint-Germain
Vào ngày 8 tháng 7 năm 2021, anh ký hợp đồng với Paris Saint-Germain cho đến ngày 24 tháng 6 năm 2023. Anh sẽ mang áo số 4 ở đội bóng mới như anh ấy đã mặc trong 16 năm của mình ở Real Madrid. Do một loạt vấn đề về chấn thương nên phải đến ngày 24 tháng 11 năm 2021 Ramos mới có lần đầu tiên ra sân trong trận đấu vòng bảng Champions League với Manchester City. Vào ngày 23 tháng 1 năm 2022,  Ramos ghi bàn thắng đầu tiên cho câu lạc bộ, giúp PSG đánh bại Reims 4–0.

## Kỷ lục về kỷ luật
Ramos giữ kỷ lục bị phạt thẻ đỏ nhiều nhất cho một cầu thủ Real Madrid (26 tính đến cuối năm 2019); Tại La Liga anh đã bị đuổi ra khỏi sân 19 lần, vượt qua kỷ lục được Xavier Aguado và Pablo Alfaro giữ chung.

## Sự nghiệp cấp quốc tế

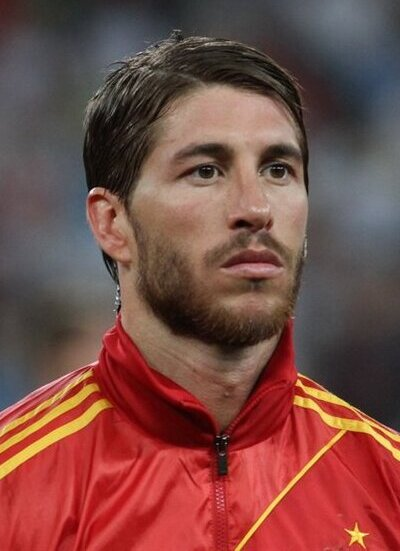
Sergio Ramos trong màu áo đội tuyển Tây Ban Nha tại UEFA Euro 2012.

Vào năm 2004, Ramos là một trong những cầu thủ nổi bật của đội U21 Tây Ban Nha, chơi 6 trận quốc tế. Cho đến 26 tháng 3 năm 2005, năm 19 tuổi, tại Salamanca, anh trở thành cầu thủ trẻ nhất chơi cho đội tuyển Tây Ban Nha trong 55 năm trở lại, ở trận gặp Trung Quốc. Một ít lâu sau kỷ lục này đã bị phá vỡ bởi Cesc Fàbregas.
Anh đã ghi dấu ấn trong sự nghiệp quốc tế của mình trong trận gặp Serbia và Montenegro, một trận đấu vòng loại của World Cup 2006. Ramos được gọi vào đội tham dự World Cup 2006 vào 15 tháng 5 năm 2006, Bởi vì Míchel Salgado vắng mặt, anh trở thành lựa chọn tốt nhất ở vị trí hậu vệ cánh phải.
Tại Euro 2008, anh là một cầu thủ nổi bật của đội tuyển, cùng với những cầu thủ trẻ khác, đã đưa Tây Ban Nha lần thứ 2 lên ngôi vô địch châu Âu sau khi đánh bại Đức 1-0.
Sau khi đội tuyển Tây Ban Nha dừng bước ở vòng 16 đội World Cup 2022, giải đấu mà anh không được huấn luyện viên Luis Enrique gọi lên tuyển tham dự, Sergio Ramos chính thức chia tay đội tuyển quốc gia sau 17 năm gắn bó, tổng cộng anh đã thi đấu 180 trận và ghi được 23 bàn thắng.

## Thống kê
Tính đến 26 tháng 5 năm 2024
| Câu lạc bộ          | Giải đấu            | Mùa giải            | Mùa giải | Mùa giải | Cúp quốc gia | Cúp quốc gia | Châu Âu | Châu Âu | Khác | Khác | Tổng cộng | Tổng cộng |
| Câu lạc bộ          | Giải đấu            | Hạng đấu            | Trận     | Bàn      | Trận         | Bàn          | Trận    | Bàn     | Trận | Bàn  | Trận      | Bàn       |
| ------------------- | ------------------- | ------------------- | -------- | -------- | ------------ | ------------ | ------- | ------- | ---- | ---- | --------- | --------- |
| Sevilla Atlético    | 2003–04             | Segunda División B  | 26       | 2        | —            | —            | —       | —       | —    | —    | 26        | 2         |
| Sevilla             | 2003–04             | La Liga             | 7        | 0        | 0            | 0            | 0       | 0       | 0    | 0    | 7         | 0         |
| Sevilla             | 2004–05             | La Liga             | 31       | 2        | 5            | 0            | 6       | 1       | —    | —    | 42        | 3         |
| Sevilla             | 2005–06             | La Liga             | 1        | 0        | 0            | 0            | 0       | 0       | 0    | 0    | 1         | 0         |
| Sevilla             | Tổng cộng           | Tổng cộng           | 39       | 2        | 5            | 0            | 6       | 1       | 0    | 0    | 50        | 3         |
| Real Madrid         | 2005–06             | La Liga             | 33       | 4        | 6            | 1            | 7       | 1       | 0    | 0    | 46        | 6         |
| Real Madrid         | 2006–07             | La Liga             | 33       | 5        | 3            | 0            | 6       | 1       | 0    | 0    | 42        | 6         |
| Real Madrid         | 2007–08             | La Liga             | 33       | 5        | 3            | 0            | 7       | 0       | 2    | 1    | 45        | 6         |
| Real Madrid         | 2008–09             | La Liga             | 32       | 4        | 0            | 0            | 8       | 1       | 2    | 1    | 42        | 6         |
| Real Madrid         | 2009–10             | La Liga             | 33       | 4        | 0            | 0            | 7       | 0       | 0    | 0    | 40        | 4         |
| Real Madrid         | 2010–11             | La Liga             | 31       | 3        | 7            | 1            | 8       | 0       | 0    | 0    | 46        | 4         |
| Real Madrid         | 2011–12             | La Liga             | 34       | 3        | 4            | 0            | 11      | 1       | 2    | 0    | 51        | 4         |
| Real Madrid         | 2012–13             | La Liga             | 26       | 4        | 3            | 0            | 9       | 1       | 2    | 0    | 40        | 5         |
| Real Madrid         | 2013–14             | La Liga             | 32       | 4        | 8            | 0            | 11      | 3       | 0    | 0    | 51        | 7         |
| Real Madrid         | 2014–15             | La Liga             | 27       | 4        | 2            | 1            | 8       | 0       | 5    | 2    | 42        | 7         |
| Real Madrid         | 2015–16             | La Liga             | 23       | 2        | 0            | 0            | 10      | 1       | 0    | 0    | 33        | 3         |
| Real Madrid         | 2016–17             | La Liga             | 28       | 7        | 3            | 1            | 11      | 1       | 2    | 1    | 44        | 10        |
| Real Madrid         | 2017–18             | La Liga             | 26       | 4        | 1            | 0            | 11      | 1       | 4    | 0    | 42        | 5         |
| Real Madrid         | 2018–19             | La Liga             | 28       | 6        | 6            | 3            | 5       | 0       | 3    | 2    | 42        | 11        |
| Real Madrid         | 2019–20             | La Liga             | 35       | 11       | 2            | 0            | 5       | 2       | 2    | 0    | 44        | 13        |
| Real Madrid         | 2020–21             | La Liga             | 15       | 2        | 0            | 0            | 5       | 2       | 1    | 0    | 21        | 4         |
| Real Madrid         | Tổng cộng           | Tổng cộng           | 469      | 72       | 48           | 7            | 129     | 15      | 25   | 7    | 671       | 101       |
| Paris Saint-Germain | 2021–22             | Ligue 1             | 12       | 2        | 1            | 0            | 0       | 0       | 0    | 0    | 13        | 2         |
| Paris Saint-Germain | 2022–23             | Ligue 1             | 33       | 2        | 3            | 1            | 8       | 0       | 1    | 1    | 45        | 4         |
| Paris Saint-Germain | Tổng cộng           | Tổng cộng           | 45       | 4        | 4            | 1            | 8       | 0       | 1    | 1    | 58        | 6         |
| Sevilla             | 2023–24             | La Liga             | 28       | 3        | 4            | 2            | 5       | 2       | —    | —    | 37        | 7         |
| Monterrey           | 2024–25             | Liga MX             | 0        | 0        | 0            | 0            | 0       | 0       | 0    | 0    | 0         | 0         |
| Tổng cộng sự nghiệp | Tổng cộng sự nghiệp | Tổng cộng sự nghiệp | 607      | 83       | 61           | 10           | 148     | 18      | 26   | 8    | 842       | 119       |

1. ↑  Bao gồm Copa del Rey và Coupe de France
2. ↑  Số lần ra sân tại UEFA Cup
3. 1 2 3 4 5 6 7 8 9 10 11 12 13 14 15 16 17 18  Số lần ra sân tại UEFA Champions League
4. 1 2 3 4 5 6  Số lần ra sân tại Supercopa de España
5. ↑  Một lần ra sân tại UEFA Super Cup, hai lần ra sân tại Supercopa de España, hai lần ra sân và hai bàn thắng tại FIFA Club World Cup
6. ↑  Một lần ra sân tại UEFA Super Cup, một lần ra sân tại FIFA Club World Cup
7. ↑  Một lần ra sân tại UEFA Super Cup, hai lần ra sân tại Supercopa de España, một lần ra sân tại FIFA Club World Cup
8. ↑  Một lần ra sân và một bàn thắng tại UEFA Super Cup, hai lần ra sân và một bàn thắng tại FIFA Club World Cup
9. ↑  Ra sân tại Trophée des Champions

### Đội tuyển quốc gia
| Đội tuyển quốc gia | Năm       | Trận | Bàn |
| ------------------ | --------- | ---- | --- |
| Tây Ban Nha        | 2005      | 7    | 2   |
| Tây Ban Nha        | 2006      | 13   | 0   |
| Tây Ban Nha        | 2007      | 10   | 2   |
| Tây Ban Nha        | 2008      | 15   | 0   |
| Tây Ban Nha        | 2009      | 11   | 0   |
| Tây Ban Nha        | 2010      | 16   | 1   |
| Tây Ban Nha        | 2011      | 10   | 1   |
| Tây Ban Nha        | 2012      | 16   | 2   |
| Tây Ban Nha        | 2013      | 17   | 1   |
| Tây Ban Nha        | 2014      | 9    | 1   |
| Tây Ban Nha        | 2015      | 6    | 0   |
| Tây Ban Nha        | 2016      | 9    | 0   |
| Tây Ban Nha        | 2017      | 9    | 3   |
| Tây Ban Nha        | 2018      | 13   | 4   |
| Tây Ban Nha        | 2019      | 9    | 4   |
| Tây Ban Nha        | 2020      | 8    | 2   |
| Tây Ban Nha        | 2021      | 2    | 0   |
| Tổng cộng          | Tổng cộng | 180  | 23  |

### Bàn thắng quốc tế
| #   | Ngày                 | Địa điểm                                                | Đối thủ        | Bàn thắng | Kết quả | Giải đấu                    |
| --- | -------------------- | ------------------------------------------------------- | -------------- | --------- | ------- | --------------------------- |
| 1.  | 13 tháng 10 năm 2005 | Sân vận động Olimpico, San Marino, San Marino           | San Marino     | 0–3       | 0–6     | Vòng loại World Cup 2006    |
| 2.  | 13 tháng 10 năm 2005 | Sân vận động Olimpico, San Marino, San Marino           | San Marino     | 0–4       | 0–6     | Vòng loại World Cup 2006    |
| 3.  | 13 tháng 10 năm 2007 | Sân vận động Atletion, Aarhus, Đan Mạch                 | Đan Mạch       | 0–2       | 1–3     | Vòng loại Euro 2008         |
| 4.  | 17 tháng 11 năm 2007 | Sân vận động Santiago Bernabéu, Madrid, Tây Ban Nha     | Thụy Điển      | 3–0       | 5–0     | Vòng loại Euro 2008         |
| 5.  | 3 tháng 3 năm 2010   | Stade de France, Saint-Denis, Pháp                      | Pháp           | 0–2       | 0–2     | Giao hữu                    |
| 6.  | 6 tháng 9 năm 2011   | Sân vận động Las Gaunas, Logroño, Tây Ban Nha           | Liechtenstein  | 4–0       | 6–0     | Vòng loại Euro 2012         |
| 7.  | 16 tháng 10 năm 2012 | Sân vận động Vicente Calderón, Madrid, Tây Ban Nha      | Pháp           | 1–0       | 1–1     | Vòng loại World Cup 2014    |
| 8.  | 14 tháng 11 năm 2012 | Sân vận động Rommel Fernández, Panama City, Panama      | Panama         | 4–0       | 5–1     | Giao hữu                    |
| 9.  | 22 tháng 3 năm 2013  | Sân vận động El Molinón, Gijón, Tây Ban Nha             | Phần Lan       | 1–0       | 1–1     | Vòng loại World Cup 2014    |
| 10. | 8 tháng 9 năm 2014   | Sân vận động Ciutat de València, Valencia, Tây Ban Nha  | Bắc Macedonia  | 1–0       | 5–1     | Vòng loại Euro 2016         |
| 11. | 5 tháng 9 năm 2017   | Sân vận động Rheinpark, Vaduz, Liechtenstein            | Liechtenstein  | 1–0       | 8–0     | Vòng loại World Cup 2018    |
| 12. | 14 tháng 11 năm 2017 | Sân vận động Krestovsky, Saint Petersburg, Nga          | Nga            | 2–0 (p)   | 3–3     | Giao hữu                    |
| 13. | 14 tháng 11 năm 2017 | Sân vận động Krestovsky, Saint Petersburg, Nga          | Nga            | 3–2 (p)   | 3–3     | Giao hữu                    |
| 14. | 11 tháng 9 năm 2018  | Sân vận động Manuel Martínez Valero, Elche, Tây Ban Nha | Croatia        | 5–0       | 6–0     | UEFA Nations League 2018–19 |
| 15. | 11 tháng 10 năm 2018 | Sân vận động Thiên niên kỷ, Cardiff, Wales              | Wales          | 2–0       | 4–1     | Giao hữu                    |
| 16. | 15 tháng 10 năm 2018 | Sân vận động Benito Villamarín, Sevilla, Tây Ban Nha    | Anh            | 2–3       | 2–3     | UEFA Nations League 2018–19 |
| 17. | 16 tháng 11 năm 2018 | Sân vận động Maksimir, Zagreb, Croatia                  | Croatia        | 2–2 (p)   | 2–3     | UEFA Nations League 2018–19 |
| 18. | 23 tháng 3 năm 2019  | Sân vận động Mestalla, Valencia, Tây Ban Nha            | Na Uy          | 2–1 (p)   | 2–1     | Vòng loại Euro 2020         |
| 19. | 8 tháng 6 năm 2019   | Tórsvøllur, Tórshavn, Quần đảo Faroe                    | Quần đảo Faroe | 1–0       | 4–1     | Vòng loại Euro 2020         |
| 20. | 10 tháng 6 năm 2019  | Sân vận động Santiago Bernabéu, Madrid, Tây Ban Nha     | Thụy Điển      | 1–0       | 3–0     | Vòng loại Euro 2020         |
| 21. | 5 tháng 9 năm 2019   | Arena Națională, Bucharest, România                     | România        | 1–0       | 2–1     | Vòng loại Euro 2020         |
| 22. | 6 tháng 9 năm 2020   | Sân vận động Alfredo Di Stéfano, Madrid, Tây Ban Nha    | Ukraina        | 1–0       | 4–0     | UEFA Nations League 2020–21 |
| 23. | 6 tháng 9 năm 2020   | Sân vận động Alfredo Di Stéfano, Madrid, Tây Ban Nha    | Ukraina        | 2–0       | 4–0     | UEFA Nations League 2020–21 |

## Danh hiệu
Real Madrid

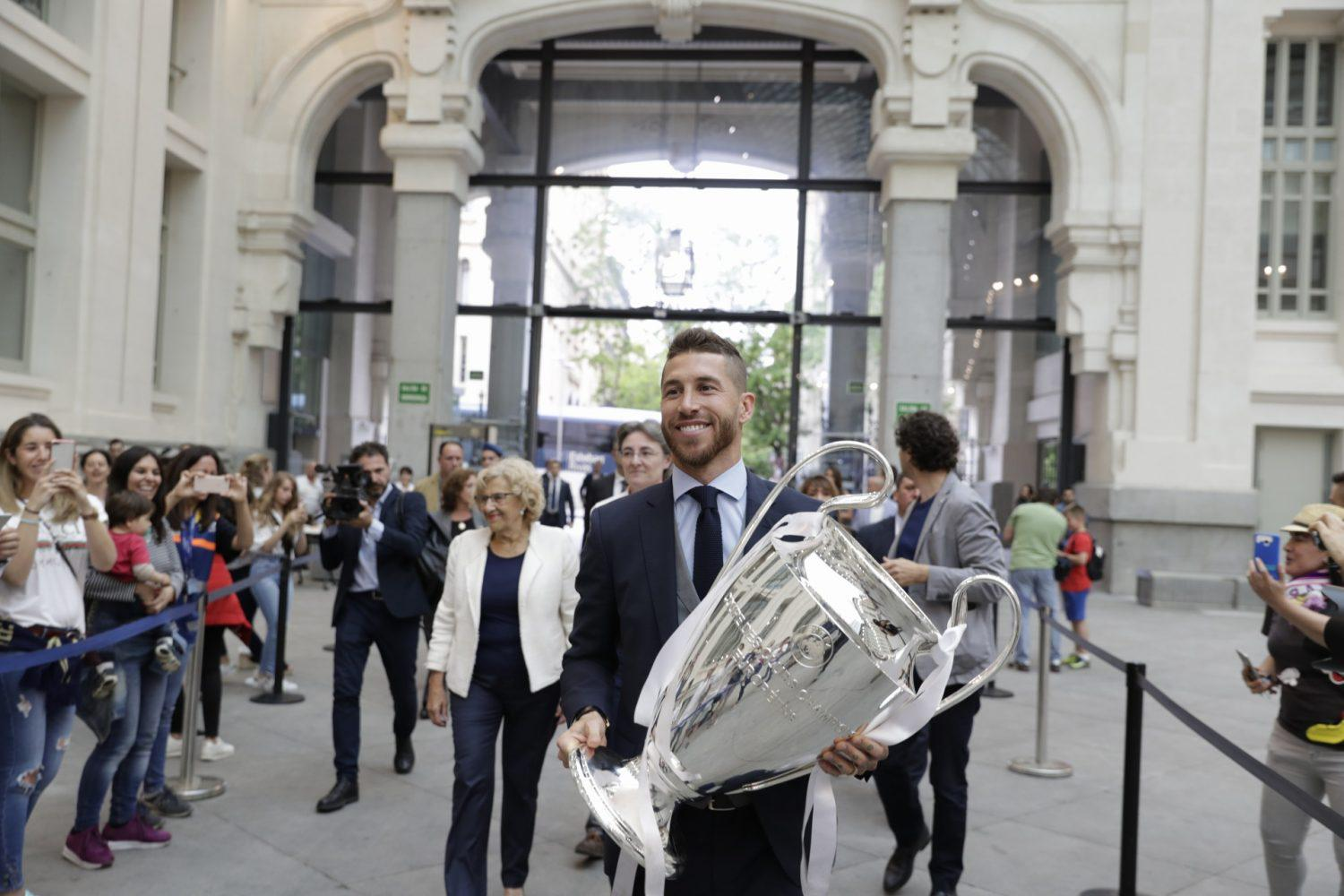
Ramos cùng với chiếc cúp UEFA Champions League vào năm 2018 tại Cung điện Cybele

- La Liga: 2006–07, 2007–08, 2011–12, 2016–17, 2019–20[33]
- Copa del Rey: 2010–11, 2013–14
- Supercopa de España: 2008, 2012, 2017, 2020[34]
- UEFA Champions League: 2013–14, 2015–16, 2016–17, 2017–18
- UEFA Super Cup: 2014, 2016, 2017
- FIFA Club World Cup: 2014, 2016, 2017, 2018

Paris Saint-Germain
- Ligue 1: 2021–22,[35] 2022–23[36]
- Trophée des Champions: 2022[37]

U-19 Tây Ban Nha
- UEFA European Under-19 Championship: 2004

Tây Ban Nha
- FIFA World Cup: 2010
- UEFA European Championship: 2008, 2012
- FIFA Confederations Cup á quân: 2013; hạng ba: 2009

### Cá nhân
- Giải thưởng Antonio Puerta [39]
- ESM Team of the Year: 2007-08
- ESM Team of the Month: tháng 4.2007; tháng 5.2007, tháng 9.2007, tháng 10.2007, tháng 11.2007, tháng 12.2007, tháng 1.2008
- UEFA Team of the Year: 2008, 2012, 2013, 2014, 2015, 2016, 2017, 2018, 2020
- FIFPro World XI: 2008, 2011, 2012, 2013, 2014, 2015, 2016, 2017, 2018, 2020